# Hot Rail
Hot Rail je treći studijski album američkog americana/indie rock sastava Calexico objavljen 9. svibnja 2000. u izdanju Quarterstick Recordsa. Kao i na prethodna dva albuma, pogotovo potonjem, sastav je i na ovom albumu nastavio sa sličnim glazbenim i pripovjedačkim temama, kombinirajući instrumentalne i vokalno-instrumentalne skladbe koje su ponovno naišle na odobravajuće kritike.

## Popis pjesama
| 1.    | »El Picador«            | Burns, Convertino | 3:14 |
| 2.    | »Ballad of Cable Hogue« | Burns             | 3:29 |
| 3.    | »Ritual Road Map«       | Burns, Convertino | 1:15 |
| 4.    | »Fade«                  | Burns, Convertino | 7:44 |
| 5.    | »Untitled III«          | Convertino        | 4:07 |
| 6.    | »Sonic Wind«            | Burns, Convertino | 4:13 |
| 7.    | »Muleta«                | Burns             | 3:33 |
| 8.    | »Mid-Town«              | Burns             | 3:33 |
| 9.    | »Service and Repair«    | Burns             | 4:03 |
| 10.   | »Untitled II«           | Convertino        | 2:37 |
| 11.   | »Drenched«              | Burns             | 4:50 |
| 12.   | »16 Track Scratch«      | Burns, Convertino | 1:29 |
| 13.   | »Tres Avisos«           | Burns             | 5:11 |
| 14.   | »Hot Rail«              | Burns, Convertino | 3:58 |
| 53:17 |                         |                   |      |

## Osoblje

### Calexico
- John Convertino - bubnjevi, vibrafon, marimba, perkusije, harmonika i orgulje
- Joey Burns -  bas, čelo, gitara, loopovi, vokali, harmonika i orgulje

### Dodatno osoblje
- Marianne Dissard - vokali
- Tim Gallagher - pedal steel
- Rob Mazurek - kornet
- Ruben Moreno - truba
- Nick Luca - gitara
- Craig Schumacher - usna harmonika, terensko snimanje
- Madeleine Sosin - violina
- Martin Wenk - truba

### Produkcija
- Joey Burns i John Convertino - producenti
- Craig Schumacher i Nick Luca - tehničari
- Miksano u Wavelab Studios, Tucson, Arizona
- John Golden - mastering

## Recenzije
Kritike su, kao što je to uglavnom bio slučaj i kod prethodnih albuma, ponovno bile povoljne. Isticali su se stari utjecaji mariachi glazbe, Ennia Morriconea, ali i Henryja Manicinija. Joshua Klein s A.V. Cluba u svojoj je recenziji napisao: "Hot Rail je srodan nizu bljeskova na prozoru s prolazećeg vlaka koji prolazi kroz sve nepoznatije područje. Trebalo bi biti još bolje kad Calexico konačno stigne ondje gdje ide."
Hal Horowitz s All Musica naglasio je kako se album ipak ne može mjeriti sa svojim prethodnikom, ali je napisao kako Burns i Convertino uspješno eksperimentiraju raznim žanrovima unutar onog kojeg su sami stvorili i kojem pomiču granice. "Hot Rail nije sjajan album; previše je rupičast i glazbeno nekonzistentan. Ali je važan jer dokazuje da Calexico nije materijal koji će se zadržati u intrigantnoj ali ograničavajućoj rutini te da je spreman istraživati nove zvučne smjerove istodobno zadržavajući jedinstveni identitet i viziju."
I Andrew Johnson s PopMattersa spomenuo je sposobnost sastava da uspješno plovi kroz razne žanrove. "Ovo nije glazba za cinične ili ironične. S Hot Railom, Calexico nudi dobro odsviranu, sofisticiranu glazbu koja se može mjeriti s ozbiljnošću njihovih tema, gubitku povjerenja, gubitku ljubavi i gubitku okoline s kojom se može živjeti u harmoniji i s poštovanjem."

## Vanjske poveznice
- Albumi Calexica